# جزيرة برقان
جزيرة بَرَقان أو بَرَقان الكبير هي إحدى الجزر الواقعة في البحر الأحمر، وتتبع منطقة تبوك شمال غرب السعودية. تبلغ مساحة الجزيرة نحو 1 كم2 وتبعد عن الساحل بحوالي 7,30 ميل بحري.